# Коновалов, Александр Фёдорович
Александр Фёдорович Коновалов (12 августа 1912, Самара — 25 апреля 1993, Сорочинск, Оренбургская область) — директор Сорочинского мелькомбината, Оренбургская область. Герой Социалистического Труда (1967).

## Биография
Родился в 1912 году в Самаре в рабочей семье.
После окончания Ульяновского сельскохозяйственного техникума работал агрономом в Курманаевском районе Оренбургской области. Служил в Красной Армии (1934—1936). После рами поселился в Бузулуке, где работал в «Госсортфонде». Участвовал в Великой Отечественной войне. Воевал на Северо-Западном и 1-м Белорусском фронтах.
После демобилизации возвратился в Оренбургскую область и продолжил работать семеноводством. С 1953 года — директор Сорочинского элеватора и с 1954 года — директор Сорочинского мелькомбината. В 1967 году удостоен звания Героя Социалистического Труда «за достигнутые успехи в увеличении производства и заготовок зерна».
Руководил Сорочинским мелькомбинатом до выхода на пенсию в 1979 году.

## Награды
- Герой Социалистического Труда — указом Президиума Верховного Совета СССР от 19 апреля 1967 года
- Орден Ленина
- Орден Красной Звезды (16.06.1945)
- Орден Отечественной войны I степени (11.03.1985)
- Медаль «За боевые заслуги» (24.10.1944)